# Warri
Warri er en by i det sydlige Nigeria, med et indbyggertal på cirka 546.000. Byen har, som de fleste andre byer i den sydlige del af landet, en overvejende kristen befolkning. 